# 7. ceremonia wręczenia Węży
7. ceremonia rozdania Węży – gala rozdania antynagród filmowych przyznawanych najgorszym polskim filmom za rok 2017. Nominacje do nagród ogłoszono 7 marca 2018 roku, a ceremonia wręczenia zazwyczaj organizowana 1 kwietnia, została z powodu zbiegu terminów ze świętami wielkanocnymi przesunięta na początek kwietnia 2018 r. Rekordową liczbę nominacji, 11, zdobył film PolandJa. Najwięcej nagród – 9 – zdobył film Botoks, co jest rekordem w historii nagród. Ogłoszenie laureatów odbyło się w klubie Jack’s Cinema w Warszawie.

## Nominowani[1]

### Najgorszy film
- Botoks[2]
  - Labirynt świadomości
  - Na układy nie ma rady
  - PolandJa
  - Szatan kazał tańczyć
  - Zerwany kłos

### Najgorsza reżyseria
- Patryk Vega – Botoks[2]
  - Konrad Niewolski – Labirynt świadomości
  - Christoph Rurka – Na układy nie ma rady
  - Juliusz Machulski – Volta
  - Witold Ludwig – Zerwany kłos

### Najgorszy scenariusz
- Patryk Vega - Botoks[2]
  - Piotr Czaja – Na układy nie ma rady
  - Cyprian T. Olencki/Dawid Kornaga/Sławomir Krawczyński/Maria Wojtyszko/Jakub Nieścierow – PolandJa
  - Katarzyna Rosłaniec – Szatan kazał tańczyć
  - Juliusz Machulski – Volta

### Żenujący film na ważny temat
- Botoks[2]
  - Dwie korony
  - Mały Jakub
  - Zerwany kłos

### Najgorsza rola męska
- Piotr Stramowski – Botoks[2]
  - Szymon Bobrowski – PolandJa
  - Grzegorz Małecki – Na układy nie ma rady
  - Andrzej Zieliński – Volta

### Najgorsza rola żeńska
- Małgorzata Krukowska – Totem[2]
  - Magdalena Berus – Szatan kazał tańczyć
  - Katarzyna Glinka – Na układy nie ma rady
  - Weronika Rosati – Porady na zdrady

### Występ poniżej talentu
- Grażyna Szapołowska – Botoks[2]
  - Janusz Chabior – PolandJa
  - Roma Gąsiorowska – PolandJa
  - Jerzy Radziwiłowicz – PolandJa
  - Bartek Topa – Po prostu przyjaźń

### Najgorszy duet na ekranie
- Marieta Żukowska i Piotr Stramowski – Botoks[2]
  - Szymon Bobrowski i jego samochód – PolandJa
  - Katarzyna Glinka i Grzegorz Małecki – Na układy nie ma rady 
  - Borys Szyc i pluszowy miś – PolandJa

### Najbardziej żenująca scena
- seks z psem - Botoks[2]
  - kupowanie prezerwatyw w aptece – Botoks
  - Milowicz zabiega o pracę u Małeckiego - Na układy nie ma rady
  - konfrontacja Olgi Bołądź z Andrzejem Zielińskim w pociągu - Volta
  - product placement Berlinek – Porady na zdrady

### Efekt specjalnej troski
- płód po aborcji – Botoks[2]
  - przyklejane tatuaże – Po prostu przyjaźń
  - wieś ze skansenu – Zerwany kłos
  - wybuch bomby – PolandJa
  - wypadek samochodowy - PolandJa

### Najgorszy teledysk okołofilmowy
- Dempsey & Tune Seeker – „Dwie korony” – Dwie Korony[2]
  - Contra Mundum – „Już dopala się ogień biwaku” – Wyklęty
  - Ania Dąbrowska – „Porady na zdrady (Dreszcze)” – Porady na zdrady
  - Zofia Nowakowska – „Warto jest wierzyć” – Zerwany kłos
  - Popek, Sobota, Matheo – „Totem” – Totem

### Najgorszy plakat
- Na układy nie ma rady[2]
  - Dwie korony
  - PolandJa
  - Ptaki śpiewają w Kigali
  - Zerwany kłos

### Najgorszy przekład tytułu zagranicznego
- Once Upon a Time in Venice – Jak dogryźć mafii[2]
  - American Made – Barry Seal: Król przemytu
  - Miss Sloane – Sama przeciw wszystkim
  - Rock’n’roll – Facet do wymiany
  - The Zookeeper’s Wife – Azyl

## Podsumowanie liczby nominacji
(Minimum dwóch nominacji)
11: PolandJa
9: Botoks
8: Na układy nie ma rady
6: Zerwany kłos
4: Volta
3: Dwie korony, Porady na zdrady, Szatan kazał tańczyć
2: Labirynt świadomości, Po prostu przyjaźń, Totem